# Мозес Ітаума
Мозес Енріко Ітаума (англ. Moses Enriko Itauma; нар. 28 грудня 2004, Словаччина) — англійський боксер-професіонал, словацько-нігерійського походження, що виступає у важкій ваговій категорії. Член збірної Великої Британії наприкінці 2010-х і на початку 2020-х років, чемпіон світу серед молоді до 19 років (2022), триразовий чемпіон Європи серед молоді та юніорів (2018, 2019, 2022), багаторазовий чемпіон Англії, переможець міжнародних турнірів в аматорах.
Серед професіоналів чинний чемпіон за версією WBO Inter-Continental (з 2024 року) у важкій вазі.
Найкраща позиція у рейтингу BoxRec — 29-та (травень 2025 року), і є 10-м серед британських боксерів важкої вагової категорії, — входячи до Топ-70 найкращих важкоатлетів усього світу.

## Біографія
Народився 28 грудня 2004 року у Словаччині. Його батько нігерієць, а мати словачка. Його старший брат Керол Ітаума також професійний боксер. З дитинства зі своєю сім'єю проживає в Англії.

## Аматорська кар'єра
У травні 2017 року став чемпіоном Англії серед юнаків, у фіналі перемігши Латіфа Хана. У травні 2018 року в Албені (Болгарія), у 14-річному віці, став чемпіоном Європи серед юнаків у вазі до 80 кг, де у півфіналі достроково переміг українця Олександра Ільченка, та у фіналі за очками (5:0) переміг росіянина Артема Новікова.
У березні 2019 року став чемпіоном у вазі понад 80 кг юніорського національного чемпіонату Англії, у фіналі перемігши Джиммі Гевіна. На початку червня 2019 року в Галаці (Румунія) став чемпіоном у вазі понад 80 кг юніорського чемпіонату Європи, у фіналі за очками з рахунком 5:0 перемігши вірменина Ованеса Папазяна.
З весни 2020 року ввели жорсткі обмеження через коронавірусну хворобу у Великій Британії та по всій Європі, і у 2020—2021 роках він залишився практично без практики змагання.
У лютому 2022 року став чемпіоном у вазі понад 92 кг молодіжного національного чемпіонату Англії. У квітні 2022 року в Софії (Болгарія) став чемпіоном Європи серед молоді (до 18 років) у вазі понад 92 кг. У півфіналі він достроково переміг українця Олександра Зеленського, і у фіналі достроково переміг болгарина Кирила Борисова.
У листопаді 2022 року в Ла-Нусії (Іспанія) став чемпіоном світу серед молоді (до 19 років) у вазі понад 92 кг, де у фіналі достроково переміг українця Олександра Зеленського.

## Професійна кар'єра
У січні 2023 року підписав контракт із промоутерською компанією Queensberry Promotions Френка Воррена. 28 січня 2023 року відбувся його дебют на професійному рингу в Лондоні (Велика Британія), у важкій вазі, де він достроково нокаутом в 1-му раунді переміг чеха Марчела Боде (2-1).
28 жовтня 2023 року брав участь в андеркарді великого боксерського супершоу в Ер-Ріяді (Саудівська Аравія) головною подією якого став поєдинок «Тайсон Ф'юрі — Франсіс Нганну», де він достроково технічним нокаутом в 1-му раунді переміг досвідченого угорця Іштвана Берната (10-1, 8 КО).
Перший рік у профі закінчив із 7 перемогами, зокрема пройшовши досвідчених джорніменів: Костянтина Довбищенка та Кевіна Еспіндолу. У грудні переміг нокаутом небезпечного польського бійця другого ешелону Міхала Болоза, знаного перемогою важким нокаутом над колишнім претендентом на пояс регулярного чемпіона WBA Анджеєм Вавжиком. Паралельно набирався досвіду працюючи спаринг-партнером у тренувальних таборах таких чемпіонів світу як-от: Тайсон Ф'юрі й Ентоні Джошуа.

### 2024
22 березня 2024 року в Лондоні достроково технічним нокаутом у 1-му раунді переміг земляка Дена Гарбера (6-2).
18 травня 2024 року виступив в Ер-Ріяді (Саудівська Аравія), в андеркарді супербою топових суперважкоатлетів «Тайсон Ф'юрі — Олександр Усик» проти досвідченого німця Іллі Мезенцева (25-3, 21 КО). Ітаума домінував у першому раунді, упіймав Мезенцева на контратаці своїм хуком. У другому раунді потужною двійкою відправив Мезенцева у повноцінний нокдаун, той підвівся, але рефері оцінивши стан боксера припинив бій. На коні бою стояв вакантний пояс WBO Inter-Continental.

#### Бій з Маріушем Вахом
27 липня на О2 Арені (Лондон) у рамках шоу Джо Джойс vs Дерек Чісора зустрівся з віковим гейткіпером, колишнім претендентом на пояси Маріушем Вахом (38-10, 20 КО). Бій закінчився достроковою перемогою Ітауми.

## Статистика професійних боїв
| 12 поєдинків, 12 перемог (10 нокаутом). | 12 поєдинків, 12 перемог (10 нокаутом). | 12 поєдинків, 12 перемог (10 нокаутом). | 12 поєдинків, 12 перемог (10 нокаутом). | 12 поєдинків, 12 перемог (10 нокаутом).                         | 12 поєдинків, 12 перемог (10 нокаутом). | 12 поєдинків, 12 перемог (10 нокаутом).                                           |
| Бій                                     | Рекорд                                  | Дата                                    | Суперник                                | Місце                                                           | Результат                               | Примітки                                                                          |
| --------------------------------------- | --------------------------------------- | --------------------------------------- | --------------------------------------- | --------------------------------------------------------------- | --------------------------------------- | --------------------------------------------------------------------------------- |
| 13                                      |                                         | 16 серпня 2025                          | Ділліан Вайт (31-3)                     | Ер-Ріяд, Саудівська Аравія                                      | (12)                                    |                                                                                   |
| 12                                      | 12-0                                    | 24 травня 2025                          | Майк Балогун (21-1)                     | OVO Hydro, Глазго, Велика Британія                              | Перемога TKO 2 (10), 0:46               | Захистив титул WBO Inter-Continental у важкій ваговій категорії (3 захист Ітауми) |
| 11                                      | 11-0                                    | 21 грудня 2024                          | Демсі Маккін (22-1)                     | Kingdom Arena, Ер-Ріяд, Саудівська Аравія                       | Перемога TKO 1 (10), 1:57               | Захистив титул WBO Inter-Continental у важкій ваговій категорії (2 захист Ітауми) |
| 10                                      | 10-0                                    | 27 липня 2024                           | Маріуш Вах (38-10)                      | O2 Арена, Лондон, Велика Британія                               | Перемога TKO 2 (10), 2:30               | Захистив титул WBO Inter-Continental у важкій ваговій категорії (1 захист Ітауми) |
| 9                                       | 9-0                                     | 18 травня 2024                          | Ілля Мезенцев (25-3)                    | Kingdom Arena, Ер-Ріяд, Саудівська Аравія                       | ПеремогаTKO 2 (10), 0:50                | Виборов вакантний титул WBO Inter-Continental у важкій ваговій категорії.         |
| 8                                       | 8-0                                     | 22 березня 2024                         | Ден Гарбер (6-2)                        | Йорк-гол, Бетнал-грін, Лондон, Велика Британія                  | ПеремогаTKO 1 (8), 2:22                 |                                                                                   |
| 7                                       | 7-0                                     | 1 грудня 2023                           | Міхал Болоз (5-6-2)                     | Йорк-гол, Бетнал-грін, Лондон, Велика Британія                  | ПеремогаTKO 1 (6), 1:00                 |                                                                                   |
| 6                                       | 6-0                                     | 28 жовтня 2023                          | Іштван Бернат (10-1)                    | Boulevard Hall, Ер-Ріяд, Саудівська Аравія                      | ПеремогаTKO 1 (6), 1:53                 |                                                                                   |
| 5                                       | 5-0                                     | 23 вересня 2023                         | Амін Бусетта (7-8)                      | Вемблі Арена, Вемблі, Лондон, Велика Британія                   | ПеремогаTKO 1 (6), 1:33                 |                                                                                   |
| 4                                       | 4-0                                     | 29 липня 2023                           | Кевін Ніколас Еспіндола (7-7)           | Telford International Centre, Телфорд, Шропшир, Велика Британія | ПеремогаPTS 6 (6)                       | Рахунок судді: 60-54.                                                             |
| 3                                       | 3-0                                     | 15 квітня 2023                          | Костянтин Довбищенко (9-12-1)           | Коппер-Бокс, Олімпійський парк, Лондон, Велика Британія         | ПеремогаPTS 6 (6)                       | Рахунок судді: 60-54.                                                             |
| 2                                       | 2-0                                     | 25 березня 2023                         | Рамон Альберто Ібарра (2-0-1)           | Telford International Centre, Телфорд, Шропшир, Велика Британія | ПеремогаKO 1 (4), 0:35                  |                                                                                   |
| 1                                       | 1-0                                     | 28 січня 2023                           | Марчел Боде (2-1)                       | Вемблі Арена, Вемблі, Лондон, Велика Британія                   | ПеремогаKO 1 (4), 0:23                  | Професійний дебют.                                                                |